# Shangawa (peuple)
Pour les articles homonymes, voir Shangawa.
Les Shangawa sont une population mandingue d'Afrique de l'Ouest vivant principalement au nord-ouest du Nigeria, sur les rives et les îles du fleuve Niger, près de la ville de Shanga. Leur nombre est estimé à 40 000.

## Ethnonymie
Selon les sources et le contexte, on observe plusieurs formes : Shanga, Shangas, Shangawas, Shonga, Shongawa.

## Langues
Leur langue propre est le shanga (ou shangawa), une langue mandée, dont le nombre de locuteurs au Nigeria était estimé à 5 000 en 1995, mais le haoussa – langue de leurs voisins – tend à l'emporter.